# Cerro de la Santa Cruz Salama Baja Verapaz
El Cerro de la Santa Cruz, situado en el municipio de Salamá, departamento de Baja Verapaz, es una reserva natural con un observador para ver la ciudad de Salamá. Tiene una altura de 1,261 metros. Dispone de un sendero para llegar a la cima del cerro, desde donde se puede observar el valle del río Salamá, conocido por su  planicie bordeada por la Sierra de Chuacús hacia el sur con pendientes escarpadas.

## Leyenda
En los tiempos de los mayas habitaban esta zona, una gran serpiente emplumada aterrorizaba a los pueblos, ya que la serpiente era un demonio que fue desterrado desde el cielo por el dios Ahau kin la serpiente cuyo nombre es Quetzalcóatl no apreciaba la idea de no poder ser un dios y por su gran arrogancia no pudo estar en el cielo. Al ser desterrado obtuvo la forma de una serpiente gigante que cuando pasaba dejaba calamidad en la tierra y la dejaba infértil ya que traía muchas lluvias lo cual no dejaba crecer las siembras de los hombres mayas, al darse cuenta el dios del sol Ahau kin logró ponerla enrollada y la cubrió con tierra santa para que no pudiera escapar de su prisión eterna, convirtiéndola en un Cerro grande y fértil, también hizo que el mismo cerro absorbiera la gran cantidad de agua que estaba en la tierra y así se formó el valle que ahora conocemos como el valle de las rosas.